# Soberania digital

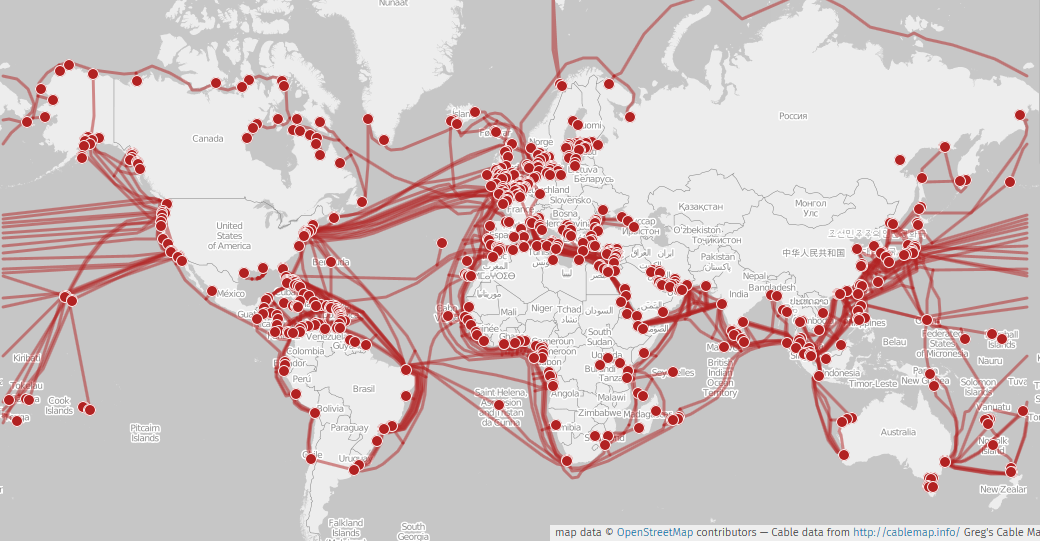
Mapa de cabos submarinos de internet.

Soberania digital refere-se ao controle sobre ativos digitais, incluindo dados, software, hardware e infraestrutura. É a capacidade de influenciar e regulamentar tecnologias digitais e suas dinâmicas, garantindo que elas estejam alinhadas com os valores e interesses de um Estado ou comunidade. O conceito envolve uma interação complexa entre Estados e empresas, onde as empresas frequentemente possuem poder criativo sobre as tecnologias digitais, enquanto os Estados têm autoridade regulatória. A soberania digital abrange questões como privacidade digital,  segurança de computadores e a regulamentação de corporações multinacionais que operam além das fronteiras. Na era digital, alcançar a soberania digital é crucial para manter o controle democrático e a responsabilidade sobre recursos e serviços digitais. 

## Contexto global
Diversos países têm iniciado o movimento de questionar os riscos associados à dependência de softwares e hardwares provenientes de empresas multinacionais estrangeiras, que em sua maioria possuem sede nos Estados Unidos, para o pleno funcionamento da comunicação interna e externa, armazenamento de dados digitais, hospedagem de sites, economia, política, e diversos outros setores essenciais.
Casos como o escândalo de dados Facebook–Cambridge Analytica que utilizou dados de milhões de usuários para propaganda política direcionada, e a união de grandes empresas multinacionais de tecnologia, as big techs, como Google, Meta Platforms, Spotify e Twitter, para influenciar a opinião pública contra o Projeto de Lei 2630/2020 no Brasil, conhecido como PL das Fake News, são exemplos recentes de como os nossos dados digitais podem ser usados para interferir diretamente na soberania de um país.

## Contexto brasileiro
No Brasil, a necessidade de garantir a soberania digital tem sido demonstrada através de eventos como as revelações de Edward Snowden, que expuseram vulnerabilidades na cibersegurança do país. Além disso, episódios de desrespeito por parte das empresas tecnológicas, especialmente das big techs, que têm maior alcance e poder de influência, em relação às legislações e decisões judiciais brasileiras, assim como graves suspeitas de abuso de poder econômico e político, evidenciam a necessidade de o Brasil se preocupar com sua soberania digital.
Quanto aos mecanismos de proteção à soberania digital no contexto brasileiro, duas legislações principais desempenham um papel importante: o Marco Civil da Internet e a Lei Geral de Proteção de Dados (LGPD). O Marco Civil da Internet (Lei 12.965/2014), estabelece diretrizes em relação aos direitos e deveres dos usuários, é focada no uso da internet, já a Lei Geral de Proteção de Dados (Lei 13.709) complementa essa regulamentação e foca na proteção de dados pessoais tanto em contextos públicos quanto privados, garantindo a privacidade e os direitos fundamentais dos cidadãos.
Junto com essas legislações mencionadas e das instituições tradicionais de defesa dos interesses dos brasileiros, como o Ministério Público, a Defensoria Pública e o Procon, o Brasil tem ANPD (Autoridade Nacional de Proteção de Dados), que atua para garantir o cumprimento da legislação sobre proteção de dado. A atuação da ANPD envolve a aplicação de sanções que variam desde advertências e multas até suspensões ou proibições de atividades conforme a gravidade da infração.
Apesar da existência dessas regulamentações e da atuação dos órgãos fiscalizadores, a implementação das normas ainda precisa ser aprimorada. Ademais, o Brasil deve investir em políticas de educação, pesquisa, desenvolvimento industrial, expansão de infraestruturas digitais e governança de dados, pois somente com autonomia tecnológica o país conseguirá proteger-se de interesses externos e consolidar sua soberania digital.

## Jurisdição na Internet
Uma das principais formas de um país exercer sua soberania é a partir do cumprimento da sua legislação. Ou seja, o quanto um país consegue aplicar suas leis de forma efetiva. Por muito tempo esta questão se reduzia a nível territorial, contudo, com o advento das redes de computadores surgiu um debate muito difícil de chegar à um consenso de como que um país pode aplicar uma lei em um ambiente virtual transterritorial sem ferir a soberania de outros países. 
Em 2014, na França, houve um caso significativo envolvendo o direito ao esquecimento . A Commission nationale de l'informatique et des libertés (CNIL) determinou que o Google desindexasse os resultados de pesquisas associados aos nomes de usuários franceses que solicitassem a exclusão de suas informações digitais. A decisão teria impacto global, pois exigia que o Google aplicasse essa desindexação em todas as suas plataformas. A empresa argumentou que tal ação seria extraterritorial e violaria o direito internacional de outros Estados. Eventualmente, o Google acatou a decisão da CNIL, aplicando a desindexação apenas aos usuários com nacionalidade francesa. Esse caso ilustra os desafios de estabelecer fronteiras virtuais para a jurisdição de um país no mundo digitalizado. 